# スノースクート

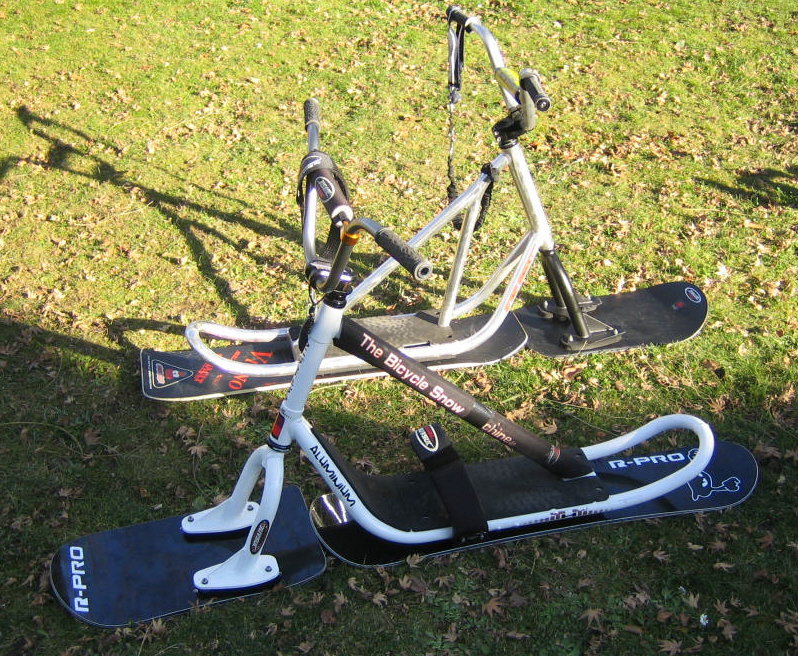
スノースクート

スノースクート(Snowscoot)とは、雪上を滑走する自転車状のそりの商品名。BMXタイプのスクートから車輪を外し、前後にスノーボードを着けた様な形態をしている。
1990年にフランス人のFranck Petoudによってスイスで原型が作られ、翌年にフランスの自転車メーカーfr:Sunnから製品化された。1996年から本格的な生産が始まり、日本でも自転車店やスポーツ用品店で販売される。その後PetoudはスイスにInsane Toysを設立してスノースクートの展開を行い、日本ではSunnの輸入代理店だったジックジャパンも独自にスノースクートの製造販売を行っている。なお、Petoudの商標登録は「SNOW SCOOT」。ジックジャパンの商標登録は、間に空白を入れない「SNOWSCOOT」となっていた。
ライダーはデッキ上のストラップに爪先を通し、両足を揃えて乗る。転倒時には外れてしまう為、リーシュの装着が必須となっている。
2009年の時点で、日本の295のスキー場にて利用可能と案内されている他、場所によってはレンタルも行われている。